# 唐璜变奏曲 (肖邦) Op. 2

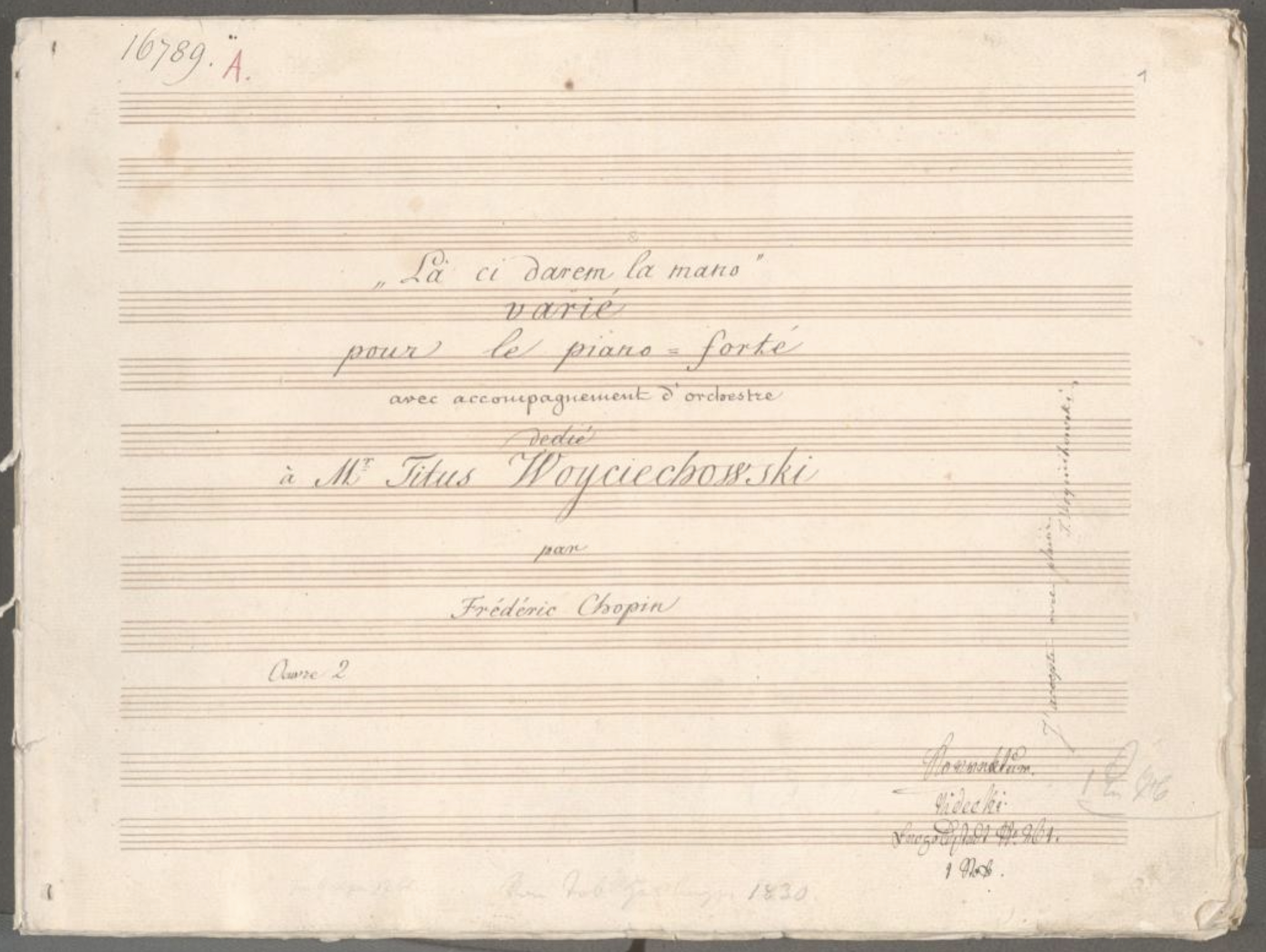
肖邦《唐璜变奏曲》的手稿。扉页上有献给蒂图斯·沃伊切霍夫斯基的文字。沃伊切霍夫斯基的手写回复位于右侧，竖写。

弗雷德里克·肖邦为钢琴和管弦乐队而作的《唐璜》主题变奏曲，作品2，创作于1827年。主题选自莫扎特歌剧《唐璜》中的二重唱《让我们携手同行》。这首作品一般演奏时间为17至19分钟。

## 结构
这部作品自始至终都是降B大调，除了变奏5的慢板是平行小调。
- 引子：Largo—Poco piu mosso, common time
- 主题：Allegretto, 2/4
- 变奏1：Brillante，2/4
- 变奏2：Veloce，ma Accuratamente，2/4
- 变奏3：Semper sostenuto，2/4
- 变奏4：Con bravura，2/4
- 变奏5：
  - 慢板，降B小调
  - 尾声：波拉卡风格，3/4

## 首演
1829年8月11日，该作品由肖邦担任独奏在维也纳卡恩特纳托尔剧院首演，并获得了观众和评论界的一致好评。他在写给华沙父母的信中谈到自己的成功：“每个变奏之后，大家都会热烈鼓掌，以至于我很难听清管弦乐的伴奏”。这首曲子于1830年出版，题献给蒂图斯·沃伊切霍夫斯基。

## 肖邦与舒曼
1831年10月27日，罗伯特·舒曼在莱比锡音乐厅聆听了朱利叶斯·克诺尔（Julius Knorr）的演奏，第一次听到了这位当时名不见经传的波兰作曲家的变奏曲。这使他在1831年12月7日出版的《音乐广讯报》上宣称：“向他致敬，先生们，这是一位天才”。他自己也“以痴迷的方式”练习了数月之久。在肖邦职业生涯的这一重要早期阶段，没有任何记录表明肖邦感谢过舒曼的支持。
舒曼的老师（他未来的岳父）弗里德里希·维克在德国期刊《凯西亚》上发表了一篇对《唐璜变奏曲》非常积极的评论。肖邦认为这篇评论令人难堪，于是阻止了他发表这篇评论。肖邦在给一位朋友的信中写道，维克“不但不聪明，反而非常愚蠢”，他不希望自己的音乐品格因为「那个固执的德国人的想象力」而「消亡」。
维克还让他12岁的女儿克拉拉学习这部作品，以备公开演出。在1831年6月8日的日记中，克拉拉写道“肖邦的变奏曲作品2，我用了八天学会，这是我至今见过或演奏过的最难的曲子。这首才华横溢的原创作品至今仍鲜为人知，几乎所有钢琴家和教师都认为它难以理解，无法演奏。”
舒曼和肖邦直到1835年9月27日才在莱比锡见面。他们只在1836年9月12日在莱比锡再见过一次面。据悉，舒曼曾给肖邦写过5封信（现仅存一封），但肖邦从未回信。他并不喜欢舒曼的音乐，他对舒曼唯一明显的尊重是将《F大调第二圆舞曲》（Op.38）献给了他。而舒曼不仅将自己的《克莱斯勒》（Op.16）献给了肖邦，他还在《狂欢节》（Op.9）中写下了一段模仿肖邦的曲子《肖邦》（No.12）。他和妻子克拉拉一样，终生都是肖邦音乐的坚定拥护者——克拉拉演奏的最后一首协奏曲是肖邦的《F小调第二钢琴协奏曲》。

## 改编
该作品由約翰·蘭伯里改编，作为1976年弗雷德里克·阿什顿芭蕾舞剧《乡村一月》音乐的第一部分。